# Арена 8888 София
„Арена 8888 София“ (до 2022 г.: „Арена Армеец“) е мултифункционална зала в София, България. В нея могат да се практикуват над 30 вида спорт. В залата се провеждат и многобройни концерти.
През декември 2011 г. в „Арена София“ се провежда „Нощта на скоковете“ – заключителният кръг за световната купа по екстремен фрийстайл мотокрос.
Между 8 и 13 май 2012 г. в залата се провежда волейболната квалификация за летните олимпийски игри в Лондон през 2012 г., в която вземат участие 8 от най-силните европейски мъжки отбори. България играе на тях без предварителни пресявки в ролята си на домакин. Залата приема също и финалите за Световната лига по волейбол през 2012 г.
През 2013 г. залата е избрана от ГЕРБ за откриване на тяхната нова предизборна кампания. На 7 април 2013 г. в залата се провежда националната конференция на ГЕРБ, с която се открива и новата предизборна кампания. Конференцията и предизборната кампания са с мотото: ,,Имаме воля’’ - ,,Време е за промяна’’. Събитието е най - голямото, проведено от българска политическа партия и до ден днешен. 
През 2015 г. в нея се провежда и Детската Евровизия и това става най-голямата зала, в която изобщо се е провеждал конкурсът.
По време на началния етап на пандемията от COVID-19, зала „Арена Армеец“ в София бе временно превърната в полева болница. Това се случи в рамките на национално тренировъчно учение, започнало на 20 март 2020 г., организирано от Министерството на отбраната, Министерството на здравеопазването, Министерството на младежта и спорта, Държавната агенция „Държавен резерв и военновременни запаси“ и Националния оперативен щаб. В рамките само на един ден в залата бяха инсталирани до 500 легла и необходимото оборудване, с цел да се подготви бързо реагираща структура за посрещане на евентуален наплив от пациенти. Макар и в този период използвана основно за демонстрационни и тренировъчни цели, залата символизира готовността на държавата за гъвкаво справяне с извънредни здравни ситуации.
Залата носи името - Арена Армеец от 2011 г. до 2022 г. Името на залата е променено, защото през пролетта на 2022 г. застрахователното дружество  Армеец прекратява подкрепата си към залата.
От 2022 г. до септември 2024 г. залата носи името - Арена София.
От септември 2024 г. залата носи името „Арена 8888 София“.

## Строеж
В началото на 2008 г. правителството на Сергей Станишев взема решение да се построи многофункционална зала в квартал Слатина близо до „4-ти километър“, като строежът се финансира от държавата. В началото на юни 2009 г. Държавната агенция за младежта и спорта възлага строителството на Главболгарстрой. Първата копка е насрочена за 29 юни, но е отложена за 2 юли, а залата е официално открита на 30 юли 2011 г. 

## Характеристики
„Арена 8888 София“ има капацитет от 12 373 седящи места, като 3500 от тях са на подвижни трибуни и при нужда могат да се слагат или махат. Ако в съоръжението има концерт капацитетът на „Арена 8888 София“ може да достигне до 15 000 зрители. Паркингът има места за 1200 автомобила, поради което при важни събития, на които се очаква голям зрителски интерес, трябва да бъде затваряна едната лента на бул. „Асен Йорданов“, където могат да паркират поне още 800 превозни средства. Залата има два пресцентъра, в които могат да работят 120 журналисти. Освен това разполага с тренировъчна зала, фитнес център и ресторант.

## Събития

### Спортни събития
- Европейски квалификации 2012 по волейбол за мъже (8 – 13 май 2012)
- Квалификации за Летните олимпийски игри по волейбол през 2012 (8 – 10 юни 2012)
- Турнир на ММА MaxFight-27 (16 юни 2012)
- Финал на Световната купа по волейбол (4 – 8 юли 2012)
- Тенис турнир на шампионките на WTA 2012 (30 октомври – 4 ноември 2012)[7]
- Световен шампионат по мотокрос свободен стил NIGHT OF THE JUMPS 2012 (15 декември 2012)
- Тенис турнир на шампионките на WTA 2013: (29 октомври – 3 ноември 2013)
- Тенис турнир на шампионките на WTA 2014: (28 октомври – 2 ноември 2014)
- 15-о балканско първенство по карате старша възраст, девойки и младежи, мъже и жени до 21 години (13 – 14 декември 2014)
- Тенис турнир Sofia Open 2016 (1 февруари – 7 февруари 2016)
- Бокс: Кубрат Пулев – Самюел Питър (3 декември 2016)[8]
- Тенис турнир Sofia Open 2017 (5 февруари – 12 февруари 2017)[9]
- Европейско първенство по карате 2017 (17 – 19 февруари 2017)
- Четвърти международен турнир по таекуондо Sofia Open 2017 (4 и 5 март 2017)
- Кармен – Ледено шоу с Албена Денкова (1 и 2 април 2017)
- Тенис турнир Sofia Open 2018 (5 февруари – 11 февруари 2018)
- Световно първенство по волейбол за мъже 2018 в България и Италия (21 септември – 23 септември 2018)
- Бокс: Кубрат Пулев – Хюи Фюри (27 октомври 2018)[10]
- Тенис турнир Sofia Open 2019 (4 февруари – 10 февруари 2019)
- Световно първенство по шорттрек (7 март – 10 март 2019)
- Световната купа по художествената гимнастика Sofia World Cup 2019 (12 април – 14 април 2019)
- Тенис турнир Sofia Open 2020 (8 ноември – 14 ноември 2020)
- Европейско първенство по вдигане на тежести (12 – 20 февруари 2024)[11]
- Трети кръг на "SESAME Турнири на волята" (26 март 2025)
- Финал на "SESAME Турнири на волята" (24 април 2025)

### Спектакли и класически изпълнители
- 15 – 19 май 2013 г. - Мюзикъл „We Will Rock You“
- 5 декември 2014 г. - прожекция на „Властелинът на пръстените: Задругата на пръстена“
- Детски песенен конкурс Евровизия 2015 – 21 ноември 2015
- Балкански бал: Индира Радич, Шериф Коневич, Звонко Демирович, орк. Гуча и орк. Кристали – 2 март 2017
- финал на сезон 12 на „Като две капки вода“ – 13 май 2024
- гала премиера на „Гунди – Легенда за любовта“ – 8 октомври 2024
- финал на сезон 3 на „Къщата на инфлуенсърите“ – 1 декември 2024
- Годишни музикални награди на „БГ Радио“ – 25 май 2025